# Josef Ekstrand
Josef Ekstrand, född 21 augusti 1879 i Vintrosa, Närke, död 12 september 1908 i Sagar, Madhya Pradesh, Indien, var en svensk ingenjör och missionär.

## Biografi
Josef Ekstrand var son till kyrkoherde Per August Ekstrand (1843–1902) och Ottilia Augusta Wall (1841–1925). Han hade tre syskon – Näemi (f. 1877), Johannes (f. 1881) och Samuel (f. 1883).
Efter genomgången kurs på Tekniska skolan (nuvarande Konstfack) i Stockholm vann han 1900 inträde vid Johannelunds missionsinstitut och utsändes 1901 av Evangeliska Fosterlandsstiftelsen (EFS) som ledare för arbetet vid missionens industrianstalt i Sagar i delstaten Madhya Pradesh, Indien. En befintlig snickeriverkstad ombildades till en industriskola för gossar, där de fick lära sig olika hantverk. Verkstaden hade avdelningar inte endast för snickeri och smide utan även för skräddare, skomakare och bokbindare. Särskilt erkännande förtjänade gossarna för sina vagnshjul. Även engelska regeringen inkom med beställningar, ett bevis på att det var ett gott arbete som utfördes. 1906 var 85 arbetare anställda vid anstalten.
Han gifte sig den 29 oktober 1904 med danskan Christiane Busk (1869–1929). Han avled i Sagar den 12 september 1908, endast 29 år gammal.

## Etnografika
Under sin tid i Indien insamlade Ekstrand, tillsammans med missionären Natanael Arén (1871–1906), drygt 150 etnografiska föremål (bland annat smycken, verktyg av olika slag, dryckeskärl, en bomullsreningsapparat och en barnmössa.) Samlingen skänktes av Etnografiska Missionsutställningens Mecenater till Etnografiska museet i Stockholm.

Ljusstake från Indien, "Batti-dan", insamlad av Natanael Arén och Josef Ekstrand, ur Etnografiska museets samlingar.